# Yossi & Jagger
Yossi & Jagger (v originále יוסי וג'אגר [josi ve-džegr]) je izraelský hraný film z roku 2002, který režíroval Eytan Fox. Film popisuje vztah dvou vojáků v izraelské armádě. Snímek byl v ČR uveden na filmovém festivalu Febiofest v roce 2005. V roce 2012 bylo natočeno volné pokračování pod názvem Yossi.

## Děj
Vojenská jednotka se právě vrátila z nebezpečné hlídky podél izraelsko-libanonské hranice a musí vyhloubit jámu pro potraviny, které se během jejich nepřítomnosti zkazily ve skladu. Četař Yossi je obezřetný a mlčenlivý nadporučík. Poručík Lior přezdívaný Jagger miluje legraci a je jeho přesným opakem. Je do něho zamilovaná vojačka Goldie na základně a nikdo nemá podezření, že Jagger a Yossi jsou milenci. I když v izraelských ozbrojených silách už oficiálně homosexualita není problémem, vztah mezi dvěma důstojníky u stejné jednotky by nevyhnutelně vedl k jejich oddělení. Proto oba svůj vztah tají až do konce své služby. Před nasazením do akce zorganizují divokou party. Poté, co Yossiho hlídka marně čeká celou noc v záloze na teroristy, je vydán příkaz k ústupu. Teprve nyní vojáci zjistí, že sami upadli do léčky. Explodující výbušnina zabije Jaggera. Yossi nemůže ukázat svou bolest a na Jaggerově pohřbu se spolu se svými druhy setká s jeho rodiči. Všichni se domnívají, že jeho láskou byla vojačka Goldie.

## Obsazení
| Ohad Knoller     | Yossi Gutmann         |
| Yehuda Levi      | Lior Amichai „Jagger“ |
| Assi Cohen       | Ofir                  |
| Aya Steinovitz   | Yaeli                 |
| Hani Furstenberg | Goldie                |
| Sharon Raginiano | plukovník             |
| Yuval Semo       | Psycho                |

## Ocenění
- International Gay & Lesbian Film Festival v Turíně - cena publika
- Tribeca Film Festival - nejlepší herec: Ohad Knoller
- International Queer Filmfestival - nejlepší hraný film